# Antálcidas
Antálcidas (griego Ανταλκίδας) fue un general espartano del siglo IV a. C.
Concluyó con Artajerjes II Mnemón, rey de Persia, en el año 387 a. C., una paz ignominiosa (Paz de Antálcidas): por ese tratado, Esparta, con el objetivo de esclavizar a Grecia, compró la ayuda del gran rey sometiéndole todas ciudades griegas de Asia Menor.

## Situación antes de la Paz de Antálcidas
Los rumores de unificación política entre Corinto y Argos, el vigoroso despertar de Atenas y la ausencia de una salida ventajosa a una guerra de desgaste que no sólo consume sus recursos financieros, sino que cada vez es más impopular entre sus aliados, persuaden a un amplio sector de la ciudadanía espartana de la conveniencia de reencontrarse con Persia como medio de poner fin al conflicto de la guerra de Corinto. De esta forma coincidiendo con una temporal desaparición de Agesilao II en nuestras fuentes, quizá como consecuencia de la batalla de Cnidos, se inician en 392 a. C. los contactos con representantes del Gran Rey.

## Primeras negociaciones de paz
Antálcidas, hábil diplomático y estratega, a la vez que enemigo declarado del rey Agesilao, a quien seguramente los persas no querrían ver aparecer por Asia ni siquiera en misión diplomática, será el encargado de conducir las negociaciones por parte espartana.
Según Plutarco, Antálcidas quería la paz a toda costa, incluso cometiendo la infamia de abandonar a los griegos de Asia, porque entendía que la guerra no hacía sino incrementar la fama y el poder de Agesilao.
Su primer paso será llamar la atención de los persas sobre la ironía que supone sufragar la reconstrucción del Imperio ateniense, cuando durante tres cuartas partes del siglo V a. C. éste les había desterrado de una región, Jonia, que servía de puente entre dos civilizaciones tan diferentes.
Desarrolladas en Sardes y con la asistencia de delegaciones de los estados que conformaban la coalición enemiga, estas conversaciones tendían a buscar una solución pacífica al conflicto desde una doble vertiente: la renuncia espartana a cualquier pretensión hegemónica sobre Asia Menor y el reconocimiento por todas las partes del derecho de autonomía de todas las ciudades griegas, tanto de las islas como del continente.

El principal caballo de batalla y la razón por la cual, atenienses, beocios y argivos acabaron por rechazar la paz fue precisamente esta cláusula de autonomía, puesto que ni Atenas quería verse privada de las islas de Lemnos, Imbros y Esciro -viejas cleruquías, presumiblemetne recuperadas por Conón, situadas en la ruta de importación de grano-, ni Tebas estaba dispuesta a aflojar su hegemonía sobre las demás ciudades beocias, ni Argos a marcharse de Corinto.
Pero la propuesta espartana había calado hondo en el sátrapa persa Tiribazo, que en secreto comenzó a suministrar fondos a Antálcidas para armar una flota y después arrestó a Conón en Sardes, aprovechando que éste formaba parte de una embajada ateniense. Liberado poco después, Conón se retiró a la corte de Evagoras I de Salamina, el rey chipriota que defendía el helenismo de la isla contra la dominación persa, donde morirá al cabo, debido a una enfermedad. Artajerjes que no olvidaba la campaña asiática de Agesilao, no participó de las inclinaciones proespartanas de Tiribazo y le sustituyó al frente de la satrapía por el proateniense Estrutas.

## Conversaciones griegas de paz
Entretanto, en el invierno de 392-391 a. C., las conversaciones de paz se reanudan en Esparta, esta vez sin presencia persa, aunque de nuevo se ven abocadas al fracaso. James DeVoto ha señalado a Agesilao, enemigo de Antálcidas como el responsable de este acercamiento diplomático puramente griego.

Nuestra única y subjetiva fuente para este encuentro lo constituye el discurso Sobre la paz con los lacedemonios del orador Andócides, miembro de la misión diplomática ateniense que defendió posteriormente la opción de la paz ante un pueblo que, por ello mismo, condenó a todos sus integrantes al exilio.

## Hechos más sobresalientes del resto de la guerra
Entre ellos, se encuentra, sobre todo por su incidencia en el imparable declive demográfico de la clase dirigente de los homoioi, la aniquilación casi completa, en el verano de 390 a. C., de la móra o batallón del ejército lacedemonio acantonado en Lequeo, bajo los golpes de los peltastas entrenados y mandados por Ifícrates, el estratego ateniense que se erige en esta primera mitad del siglo IV a. C. en digno heredero de Demóstenes por su audacia y su diestra utilización de las tropas subhoplíticas.

Puesto que existe una aparente contradicción entre el hecho de que una móra conste aproximadamente de 600 hoplitas y el que Jenofonte diga que, habiéndose salvado sólo unos pocos, perecieron en total unos 250, es muy posible que el historiador haya reflejado únicamente las bajas espartiatas.

Su relato confirma, de todos modos, la conmoción que la noticia causó en Agesilao y sus hombres, entre quienes había padres, hermanos e hijos de los caídos.
Por otra parte, desde que fuera elegido como estratego en 390 a. C., el ateniense Trasíbulo no dejó de cosechar éxitos en el Egeo ante el navarco espartano Teleutias, hermano de Agesilao II.

Restaurada la influencia ateniense en Tracia, Trasíbulo puso proa a Bizancio y Calcedonia, a las que hizo aliadas y arrendatarias de una tasa del 5 % que Atenas impuso sobre el tráfico de mercancías en el estrecho del Bósforo.

Controlados los estrechos, Trasíbulo descendió a lo largo de la costa de Asia Menor camino de Rodas, engrosando a su paso la nómina de aliados atenienses, hasta que encontró la muerte a manos de los indignados habitantes de Aspendo, que vengaban de esta forma el saqueo de sus campos.
En 387 a. C. el proceso de reconstrucción de la supremacía naval ateniense en el Egeo saltó en pedazos cuando, gracias a la ayuda de Tiribazo, restaurado en su satrapía de Sardes por un Artajerjes persuadido ya de que la expansión ateniense en el Egeo era más dañina para sus intereses que cualquier potencial amenaza espartana, y del tirano siracusano Dionisio I, Esparta decidió enviar al Helesponto al mando de Antálcidas a la sazón navarco, un mínimo de 80 naves, un número que sobrepasaba con creces la flota de que disponía Ifícrates.
Ante el peligro de que un corte en la ruta de aprovisionamiento del grano del mar Negro repitiera la hambruna que vivió la ciudad en 405-404 a. C., Atenas se vio forzada a aceptar, en la primavera de 386 a. C., los términos de la paz consensuados con antelación por Antálcidas y Tiribazo, exactamente los mismos de 392 a. C.
Al igual que en la última fase de la guerra del Peloponeso (Guerra de Decelia), la colaboración persa había sido providencial para que Esparta alcanzara la victoria final sobre la coalición enemiga.
Los argivos se sumaron pronto a la paz, cansados como estaban de ver invadido periódicamente su territorio por los lacedemonios. No así los tebanos, que pretendían jurar en nombre de todos los beocios, ni los corintios que se resistían a despedir a la guarnición argiva instalada en su ciudad.

Cuando Agesilao amenazó a ambos con la guerra y comenzó a organizar una campaña, los tebanos hubieron de aceptar la desintegración de la Liga Beocia y los corintios la evacuación de los argivos de su territorio y el regreso de los oligarcas exiliados.

## Muerte
Al final de su misión en Persia, probablemente en 367 a. C, que fue un fracaso, Antálcidas, perseguido por la indiferencia general, disgustado profundamente y temeroso de las consecuencias, se refugió en Persia, y allí, según se dijo, se dejó morir de hambre.